# Vučjak Feričanački
Vučjak Feričanački falu Horvátországban, Eszék-Baranya megyében. Közigazgatásilag Ferencfalvához tartozik.

## Fekvése
Eszéktől légvonalban 51, közúton 61 km-re nyugatra, Nekcsétől légvonalban 7, közúton 11 km-re északnyugatra, községközpontjától 3 km-re keletre, a Szlavóniai-síkságon, az Eszékről Varasdra menő főút és az Eszékről Verőcére menő vasútvonal között fekszik.

## Története
A régészeti leletek tanúsága szerint területe már az őskorban is lakott volt. A falu határában 2015-ben az Eszékről Varasdra menő főút melletti „Sadice” nevű lelőhelyen a nekcsei múzeum munkatársai kőkorszaki település maradványaira bukkantak. A település korát a leletek alapján 7000 évesre becsülték és a Sopot kultúra népéhez kapcsolták. A leletek között sok újkőkori cseréptöredék, kőszerszámok, szövőszék nehezékei és egy kőszekerce töredéke is előkerült.
A mai település a két világháború között Dalmáciából és Likából érkezett horvátok betelepülésével keletkezett. Lakosságát 1931-ben számlálták meg először, amikor már 228-an lakták. Lakói erdőirtással és földműveléssel foglalkoztak. 1991-ben lakosságának 94%-a horvát nemzetiségű volt. 2011-ben 270 lakosa volt.

## Lakossága
| Lakosság változása | Lakosság változása | Lakosság változása | Lakosság változása | Lakosság változása | Lakosság változása | Lakosság változása | Lakosság változása | Lakosság változása | Lakosság változása | Lakosság változása | Lakosság változása | Lakosság változása | Lakosság változása | Lakosság változása | Lakosság változása |
| ------------------ | ------------------ | ------------------ | ------------------ | ------------------ | ------------------ | ------------------ | ------------------ | ------------------ | ------------------ | ------------------ | ------------------ | ------------------ | ------------------ | ------------------ | ------------------ |
| 1857               | 1869               | 1880               | 1890               | 1900               | 1910               | 1921               | 1931               | 1948               | 1953               | 1961               | 1971               | 1981               | 1991               | 2001               | 2011               |
| 0                  | 0                  | 0                  | 0                  | 0                  | 0                  | 0                  | 228                | 340                | 312                | 337                | 331                | 319                | 293                | 270                | 270                |

(1931-től településrészként, 1953-tól önálló településként.)

## Gazdaság
A helyi gazdaság alapja a mezőgazdaság és az állattartás, de sokan dolgoznak a közeli nagyobb településeken. A településen több kisvállalkozás, köztük gépészeti műhely és festő szolgáltatás működik. Megoldásra vár a vízellátás kérdésére, az állami vízellátó rendszerre (Nekcse vízellátása) való csatlakozás, továbbá tervezés alatt áll a település csatornázása és a szennyvíztisztítás megoldása is.

## Nevezetességei
A Fájdalmas Szűzanya tiszteletére szentelt római katolikus kápolnája a ferencfalvi Szentlélek plébánia filiája.